# Абийи
Абийи (фр. Abilly) — муниципалитет (коммуна) во Франции, в регионе Центр, департамент Эндр и Луара (округ Лош). Население 1 090 чел. (на 2006 г.).
Муниципалитет расположен на расстоянии около 250 км на юго-запад от Парижа, 140 км на юго-запад от Орлеана, 55 км на юг от Тура.